# Muides-sur-Loire
Muides-sur-Loire és un municipi francès, situat al departament del Loir i Cher i a la regió de Centre – Vall del Loira. L'any 2007 tenia 1.317 habitants.

## Demografia

### Població
El 2007 la població de fet de Muides-sur-Loire era de 1.317 persones. Hi havia 532 famílies, de les quals 146 eren unipersonals (83 homes vivint sols i 63 dones vivint soles), 173 parelles sense fills, 189 parelles amb fills i 24 famílies monoparentals amb fills.
La població ha evolucionat segons el següent gràfic:
Habitants censats

### Habitatges
El 2007 hi havia 649 habitatges, 544 eren l'habitatge principal de la família, 63 eren segones residències i 42 estaven desocupats. 605 eren cases i 37 eren apartaments. Dels 544 habitatges principals, 431 estaven ocupats pels seus propietaris, 96 estaven llogats i ocupats pels llogaters i 18 estaven cedits a títol gratuït; 2 tenien una cambra, 35 en tenien dues, 103 en tenien tres, 137 en tenien quatre i 266 en tenien cinc o més. 334 habitatges disposaven pel capbaix d'una plaça de pàrquing. A 235 habitatges hi havia un automòbil i a 272 n'hi havia dos o més.

### Piràmide de població
La piràmide de població per edats i sexe el 2009 era:
| Homes | Edats   | Dones |
| ----- | ------- | ----- |
| 0     | 95 o +  | 0     |
| 8     | 90 a 94 | 12    |
| 4     | 85 a 89 | 20    |
| 8     | 80 a 84 | 16    |
| 32    | 75 a 79 | 24    |
| 8     | 70 a 74 | 28    |
| 52    | 65 a 69 | 24    |
| 20    | 60 a 64 | 44    |
| 36    | 55 a 59 | 32    |
| 28    | 50 a 54 | 32    |
| 48    | 45 a 49 | 36    |
| 48    | 40 a 44 | 32    |
| 52    | 35 a 39 | 48    |
| 32    | 30 a 34 | 44    |
| 28    | 25 a 29 | 40    |
| 12    | 20 a 24 | 24    |
| 32    | 15 a 19 | 36    |
| 36    | 10 a 14 | 60    |
| 60    | 5 a 9   | 12    |
| 40    | 0 a 4   | 20    |

## Economia
El 2007 la població en edat de treballar era de 824 persones, 609 eren actives i 215 eren inactives. De les 609 persones actives 570 estaven ocupades (308 homes i 262 dones) i 40 estaven aturades (16 homes i 24 dones). De les 215 persones inactives 77 estaven jubilades, 65 estaven estudiant i 73 estaven classificades com a «altres inactius».

### Ingressos
El 2009 a Muides-sur-Loire hi havia 561 unitats fiscals que integraven 1.378 persones, la mediana anual d'ingressos fiscals per persona era de 19.262 €.

### Activitats econòmiques
Dels 37 establiments que hi havia el 2007, 3 eren d'empreses alimentàries, 2 d'empreses de fabricació d'altres productes industrials, 7 d'empreses de construcció, 4 d'empreses de comerç i reparació d'automòbils, 5 d'empreses de transport, 6 d'empreses d'hostatgeria i restauració, 1 d'una empresa financera, 1 d'una empresa immobiliària, 5 d'entitats de l'administració pública i 3 d'empreses classificades com a «altres activitats de serveis».
Dels 15 establiments de servei als particulars que hi havia el 2009, 1 era una gendarmeria, 1 oficina de correu, 1 taller de reparació d'automòbils i de material agrícola, 3 paletes, 1 guixaire pintor, 2 lampisteries, 1 empresa de construcció, 2 perruqueries i 3 restaurants.
Dels 3 establiments comercials que hi havia el 2009, 1 era una botiga de més de 120 m², 1 una botiga de menys de 120 m² i 1 una fleca.
L'any 2000 a Muides-sur-Loire hi havia 8 explotacions agrícoles que ocupaven un total de 615 hectàrees.

## Equipaments sanitaris i escolars
L'únic equipament sanitari que hi havia el 2009 era una farmàcia.
El 2009 hi havia una escola elemental.

## Poblacions més properes
El següent diagrama mostra les poblacions més properes.